# Annie Duprat
Pour les articles homonymes, voir Duprat.
Annie Duprat, née le 5 juin 1948, est une historienne française, professeur émérite des universités, spécialiste des représentations et de l'iconographie politique.

## Biographie
Titulaire du CAPES d’histoire (1970), Annie Duprat est agrégée d’histoire (1971). 
Elle a soutenu, en 1991, sa thèse de doctorat en histoire, intitulée « Repique est Capet: Louis XVI dans la caricature, naissance d’un langage politique », sous la direction de Claude Langlois à l’université de Rouen. 
Son habilitation à la direction de recherche, obtenue en 1998 à l’université Paris 1, sous le patronage de Daniel Roche, porte sur « Les rois de papier. Études iconographiques ».
Elle fut Professeure d'histoire moderne à l'IUFM de l'académie de Versailles, directrice-adjointe du master capes d'Histoire-géographie à l'Université de Cergy-Pontoise, chercheur au Centre d'histoire culturelle de l'université de Versailles-Saint-Quentin-en-Yvelines (2000-2009), membre des comités de lecture et de rédaction des Annales historiques de la Révolution française et membre du conseil scientifique des revues Humoresques et Sociétés et représentations.

## Publications

### Ouvrages
- Histoire de France par la caricature, Paris, Larousse, 1999, 264 p.[3],[4]
- Louis XVI dans la caricature, naissance d’un langage politique, thèse de doctorat, histoire, Université de Rouen, 1991.
- Le Roi décapité, essai sur les imaginaires politiques, Paris, Le Cerf, 1992, 224 p.
Voir à ce propos Pascal Dupuy, « Annie Duprat, Le roi décapité, essai sur les imaginaires politiques, préface Cl. Langlois », Annales historiques de la Révolution française, 1994, vol. 295, no 1, p. 127-128, Lire en ligne ainsi que Jean-Marie Baldner, « Les deux morts du roi. Annie Duprat, Le roi décapite, Essai sur les imaginaires politiques », Espaces Temps, 1993, vol. 53, no 1, p. 126, Lire en ligne.
- Les Rois de papier. La Caricature de Henri III à Louis XVI, Paris, Belin, 2002, 367 p.
Voir à ce propos Michel Biard, « Annie Duprat, Les rois de papier. La caricature de Henri III à Louis XVI », Annales historiques de la Révolution française, 2003, vol. 331, no 1, p. 169-171
- Marie-Antoinette. Une reine brisée, Perrin, 2006[5],[6]
- Images et Histoire. Outils et méthodes d'analyse des documents iconographiques, Paris, Belin, 2007, 240 p.[7]
- Révolutions et Mythes identitaires. Mots, violence, mémoire, Paris, Nouveau Monde éditions, 2009, 350 p.[8]
- La dernière famille royale de france : 1770-1851, Chamalières, Lemme Edit, 2012, 101p
- Marie-Antoinette, 1755-1793 : Images et visages d’une reine, Paris, Autrement, 2013, 978-2-7467-3377-0 [9]
- Les affaires d’État sont mes affaires de cœur”. Rosalie Jullien, une femme dans la Révolution. Lettres, 1773-1810, Belin, 560 p., 2016

### Direction d'ouvrages
- Michèle Ménard, Annie Duprat (dir.), Histoire, images, imaginaires: fin XVe siècle-début XXe siècle : actes du colloque international des 21-22-23 mars 1996 tenu à l'Université du Maine (Le Mans), Université du Maine, 1998, 507 p [10]
- Pascal Dupuy, Annie Duprat (dir.) « La Caricature entre subversion et réaction», Paris, Cahiers d'Histoire; Revue d'histoire critique n° 75, 1999, 168 p.
- Christian Delporte, Annie Duprat (dir.), L'événement: images, représentations, mémoire, éd. Grâne, Créaphis, 2003, 265 p.[11]
- Scarlett Beauvalet, Annie Duprat, Armelle Le Bras-Chopard, Michelle Perrot, Françoise Thébaud, Femmes et République, Paris, Documentation Française, 2021.